# Boécourt

Fahne

Boécourt ist eine politische Gemeinde im Distrikt Delémont des Kantons Jura in der Schweiz. Der frühere deutsche Name Biestingen wird heute nicht mehr verwendet.

## Geographie

Historisches Luftbild von Werner Friedli (1910–1996) vom September 1955

Boécourt liegt auf 516 m ü. M., zehn Kilometer westlich des Kantonshauptorts Delémont (Luftlinie). Die Gemeinde erstreckt sich am unteren Südosthang der Jurakette des Mont Russelin, welche das Doubstal vom Delsberger Becken trennt.
Die Fläche des 12,3 km² grossen Gemeindegebiets umfasst den nordwestlichen Teil der landwirtschaftlich intensiv genutzten Ebene des Delsberger Beckens. Im Westen reicht sie auf den Kamm der Mont-Russelin-Kette, welche die Wasserscheide zwischen den Einzugsgebieten von Rhone (zum Mittelmeer) und Rhein (zur Nordsee) bildet. Am unteren Südosthang dieser Kette befinden sich ausgedehnte Wiesen und Weiden, der obere Teil ist mit Wald bestanden. Höchster Punkt der Gemeinde ist der Berg L'Ordon mit 951 m ü. M. Im Norden reicht die Gemeindefläche den Hang der Les Rangiers-Kette hinauf bis fast zur Passhöhe von Les Rangiers. Der östliche Teil liegt im Bereich des Baches Rouge Eau und umfasst die waldige Höhe von Tramont (620 m ü. M.). Das gesamte Gemeindegebiet wird zur Sorne entwässert. Von der Gemeindefläche entfielen 1997 9 % auf Siedlungen, 42 % auf Wald und Gehölze, 48 % auf Landwirtschaft, und knapp 1 % war unproduktives Land.
Zu Boécourt gehören die Weiler Séprais (605 m ü. M.) auf einer Terrasse östlich der Mont-Russelin-Kette und Montavon (627 m ü. M.) auf einem Geländevorsprung am Südhang von Les Rangiers, die Hofsiedlung Les Lavoirs sowie mehrere Einzelhöfe. Nachbargemeinden von Boécourt sind Haute-Sorne, Develier, Bourrignon, Clos du Doubs und La Baroche.

## Bevölkerung
Mit 961 Einwohnern (Stand 31. Dezember 2023) gehört Boécourt zu den mittelgrossen Gemeinden des Kantons Jura. Von den Bewohnern sind 91,4 % französischsprachig, 3,9 % deutschsprachig und 2,0 % italienischsprachig (Stand 2000). Die Bevölkerungszahl von Boécourt belief sich 1850 auf 655 Einwohner, 1900 auf 599 Einwohner. In der zweiten Hälfte des 20. Jahrhunderts wurde ein leicht steigender Trend festgestellt.

## Wirtschaft
In der zweiten Hälfte des 20. Jahrhunderts entwickelte sich in Boécourt die Uhrmacherei, die sich auf Gehäuse und Gläser spezialisierte. Insbesondere seit der Krise in der Uhrenindustrie von 1975 siedelte sich auch das Baugewerbe in der Gemeinde an. In Séprais und Montavon hat auch die Landwirtschaft eine gewisse Bedeutung. Viele Erwerbstätige sind jedoch Wegpendler und arbeiten vor allem in der Region Delémont.

## Verkehr
Die Gemeinde ist verkehrsmässig gut erschlossen. Sie besitzt mit der Ausfahrt Glovelier einen Anschluss an das 1998 eröffnete Teilstück der Autobahn A16 von Delémont nach Porrentruy, das sowohl an das schweizerische Nationalstrassennetz als auch an das französische Autobahnnetz angeschlossen ist. Rund 2 km vom Dorfzentrum entfernt befindet sich der Bahnhof Glovelier an der Eisenbahnlinie Delémont – Porrentruy. Buslinien verbinden Boécourt und seine Weiler mit den Bahnhöfen von Bassecourt und Glovelier.

## Geschichte
Erste Erwähnung findet Boécourt 1141 als Boescort in einer Bulle von Papst Innozenz II., worin die Zugehörigkeit der Pfarrei Boécourt zum Kloster Bellelay bestätigt wurde. Das Gemeindegebiet war aber schon viel früher besiedelt, was durch Funde von Tonwaren aus der späten Bronzezeit bei Les Montoyes belegt werden konnte. In diesem Gebiet befand sich vom 1. bis zum 3. Jahrhundert nach Christus ein römischer Gutshof. Bei Montavon war vom Hochmittelalter bis zum 19. Jahrhundert eine Eisenmine mit Schmelzöfen in Betrieb.
Als eines der 13 freien Dörfer der Herrschaft Delsberg kam Boécourt 1271 zum Fürstbistum Basel. Von 1793 bis 1815 gehörte es zu Frankreich und war anfangs Teil des Département du Mont-Terrible, ab 1800 mit dem Département Haut-Rhin verbunden. Durch den Entscheid des Wiener Kongresses kam der Ort 1815 an den Kanton Bern und am 1. Januar 1979 an den neu gegründeten Kanton Jura.
Bei Boécourt kam am 4. Juni 1940 das erste militärische Schweizer Opfer des Zweiten Weltkriegs, Leutnant Rudolf Rickenbacher, nach einem Luftkampf mit der deutschen Luftwaffe ums Leben.

## Sehenswürdigkeiten
Die katholische Pfarrkirche Saint-Sébastien wurde ab 1766 neu erbaut. In Montavon steht die Kapelle Saint-Martin. Die Balade de Séprais ist ein Skulpturenweg beim Weiler Séprais. Hier können moderne Kunstwerke von Künstlern aus der Schweiz sowie aus dem Ausland besichtigt werden.

## Bilder

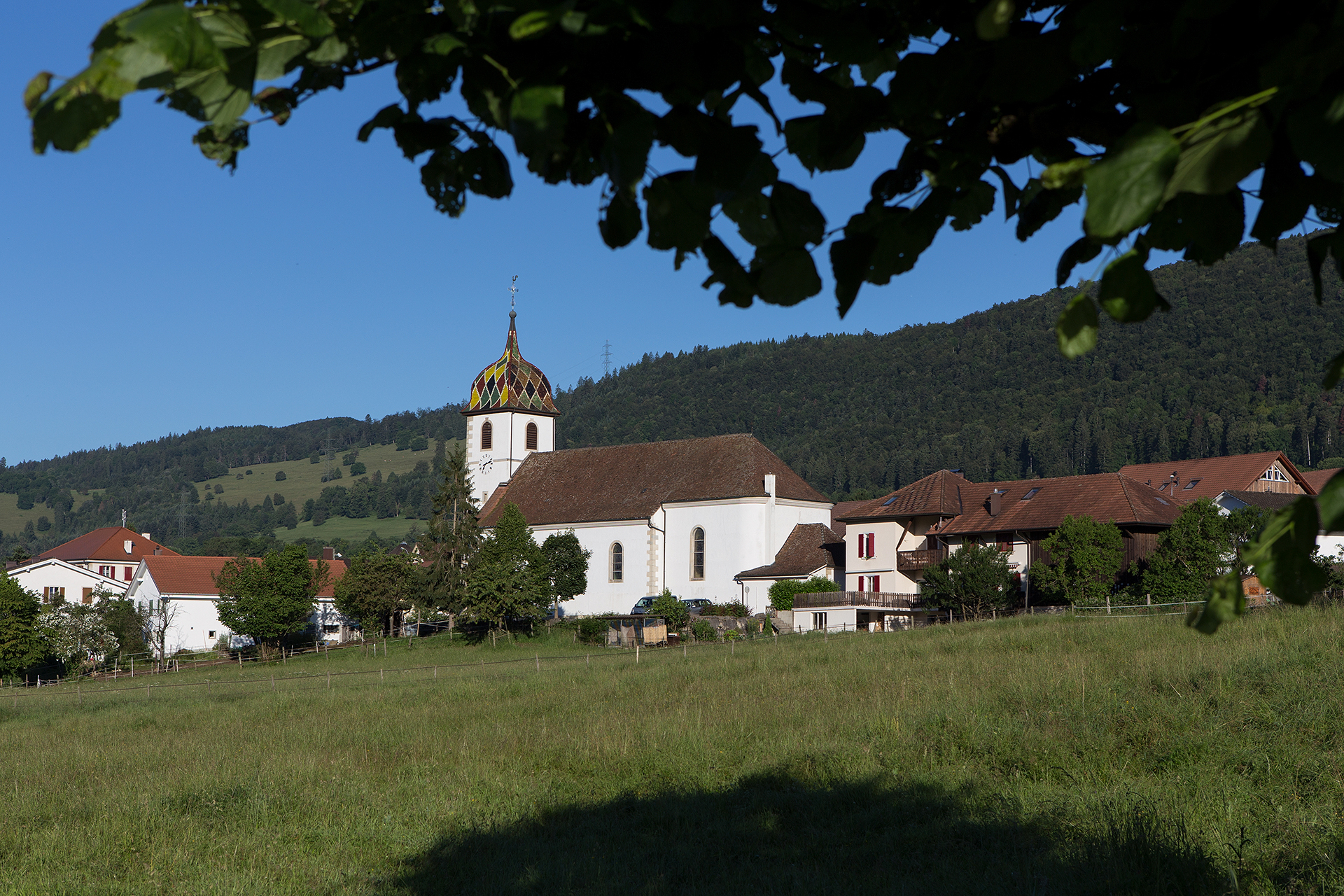
Kirche von Boécourt
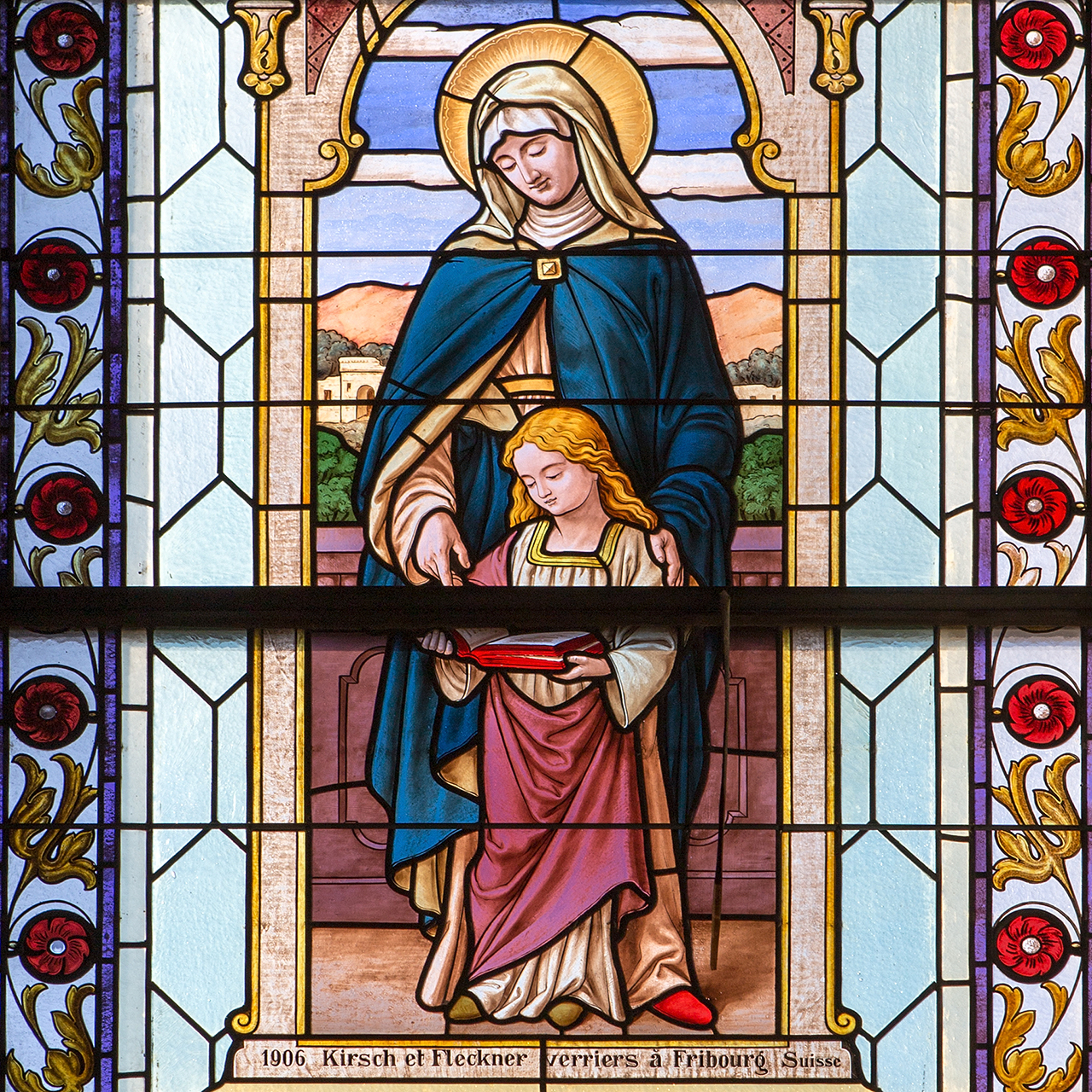
Kirchenfenster
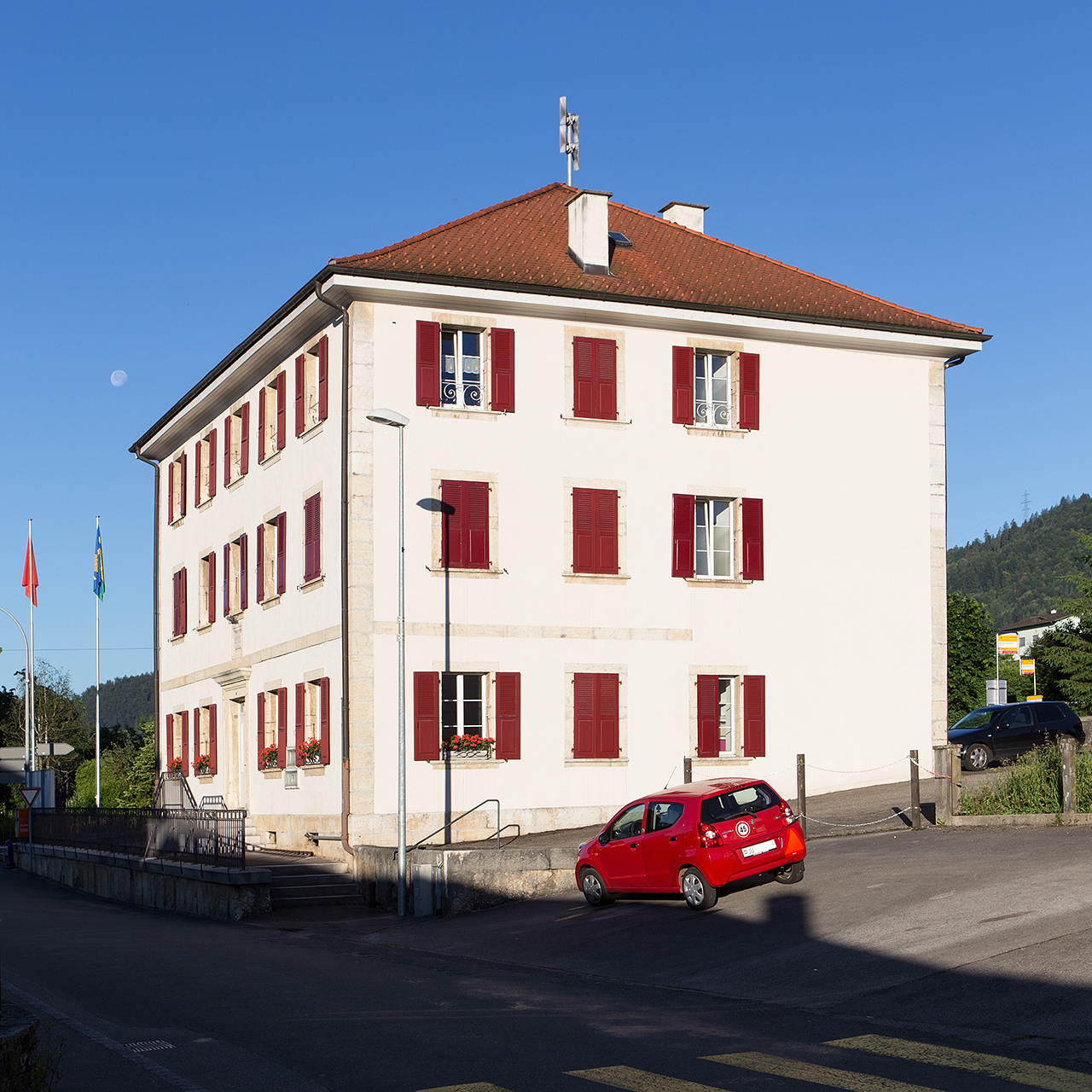
Gemeindehaus
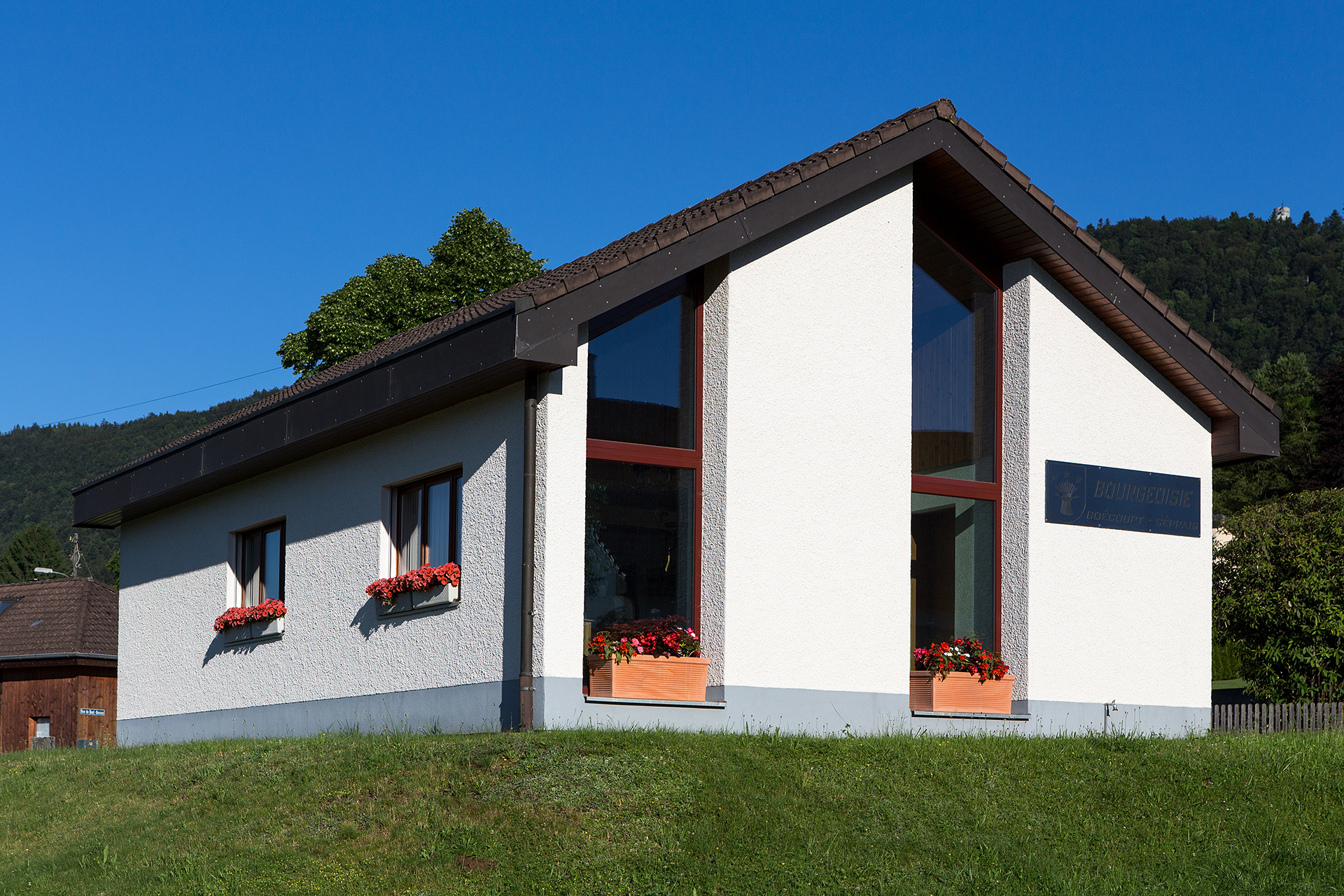
Bürgergemeindehaus
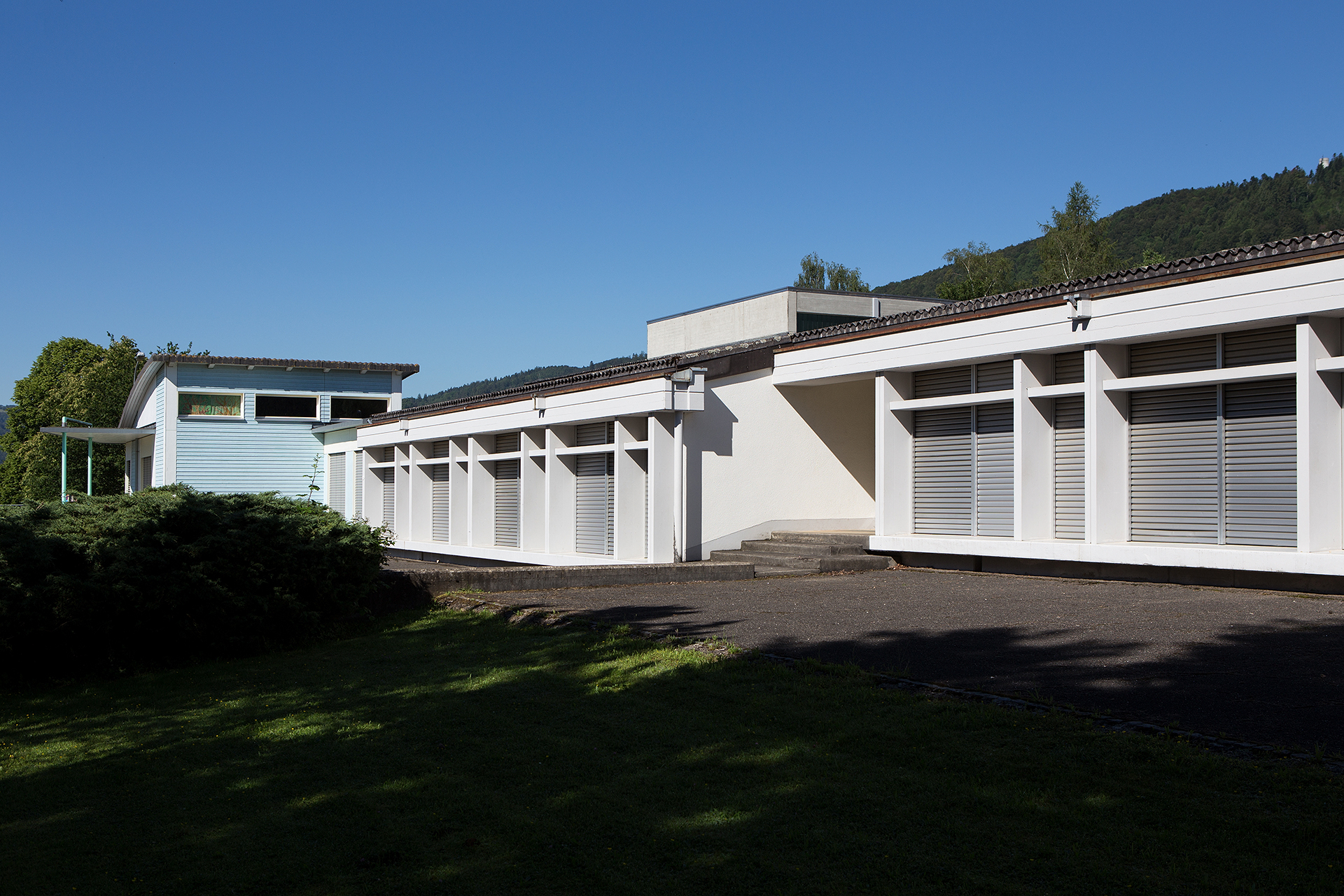
Primarschulhaus
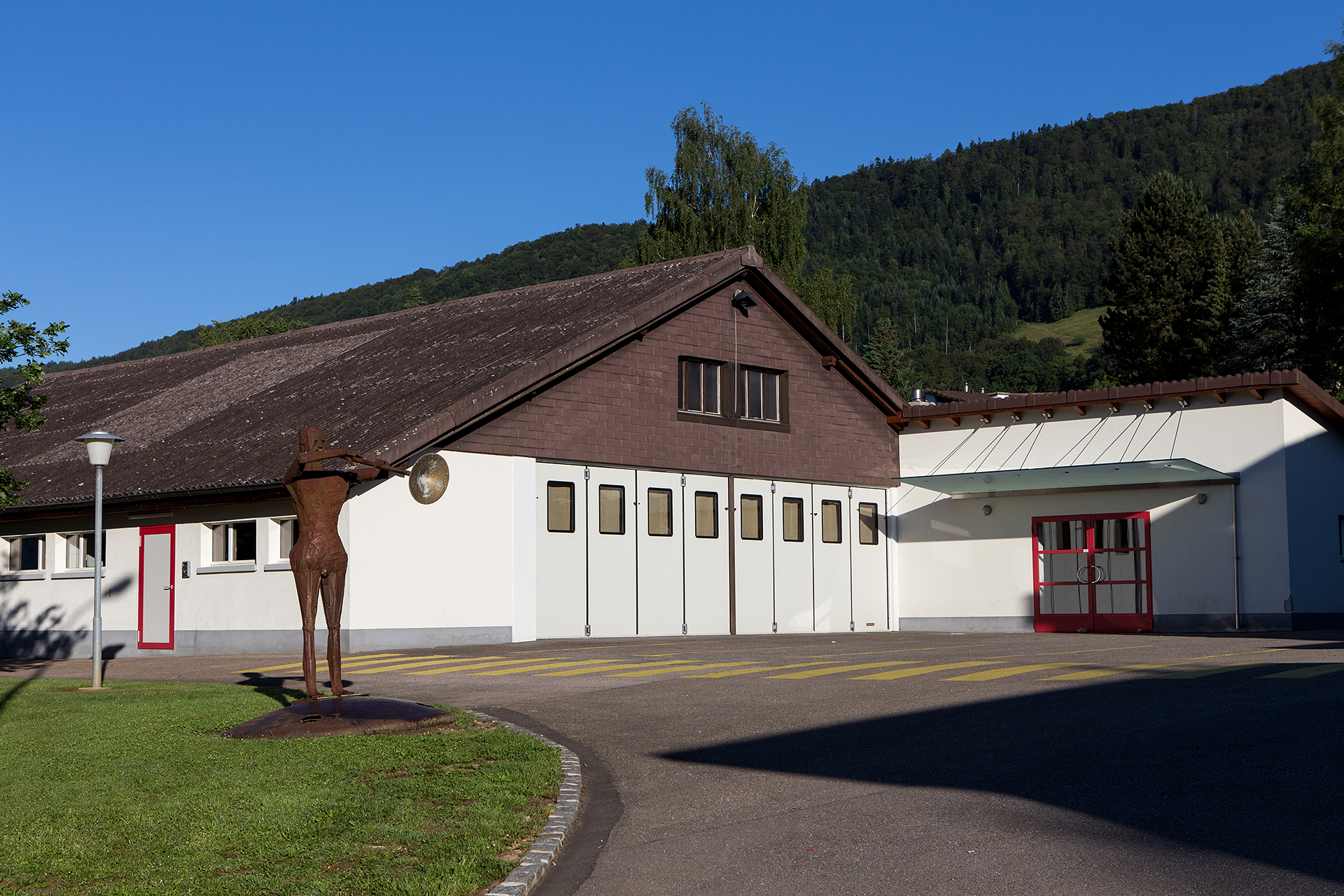
Festhalle
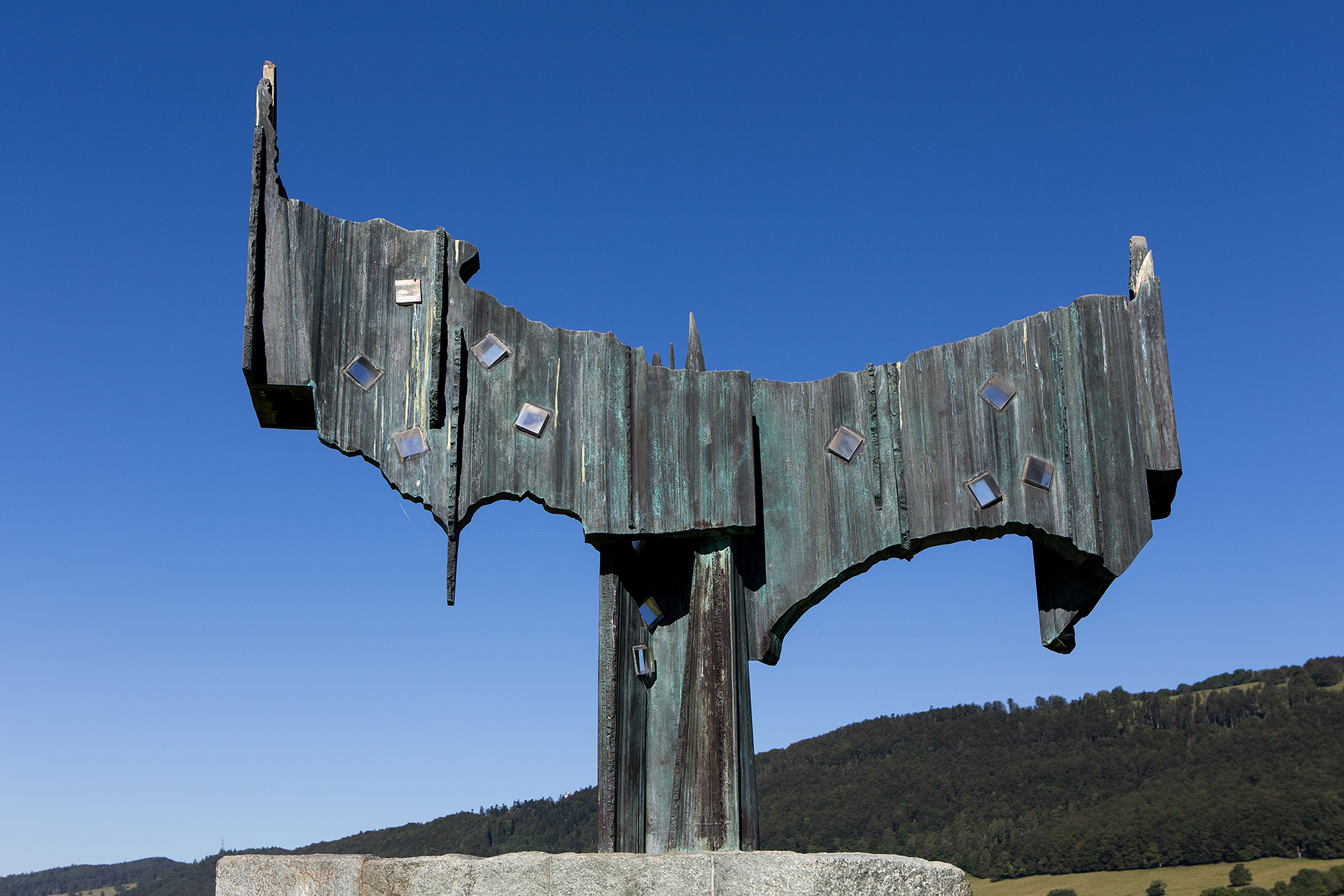
Notre Dame des Deuttes
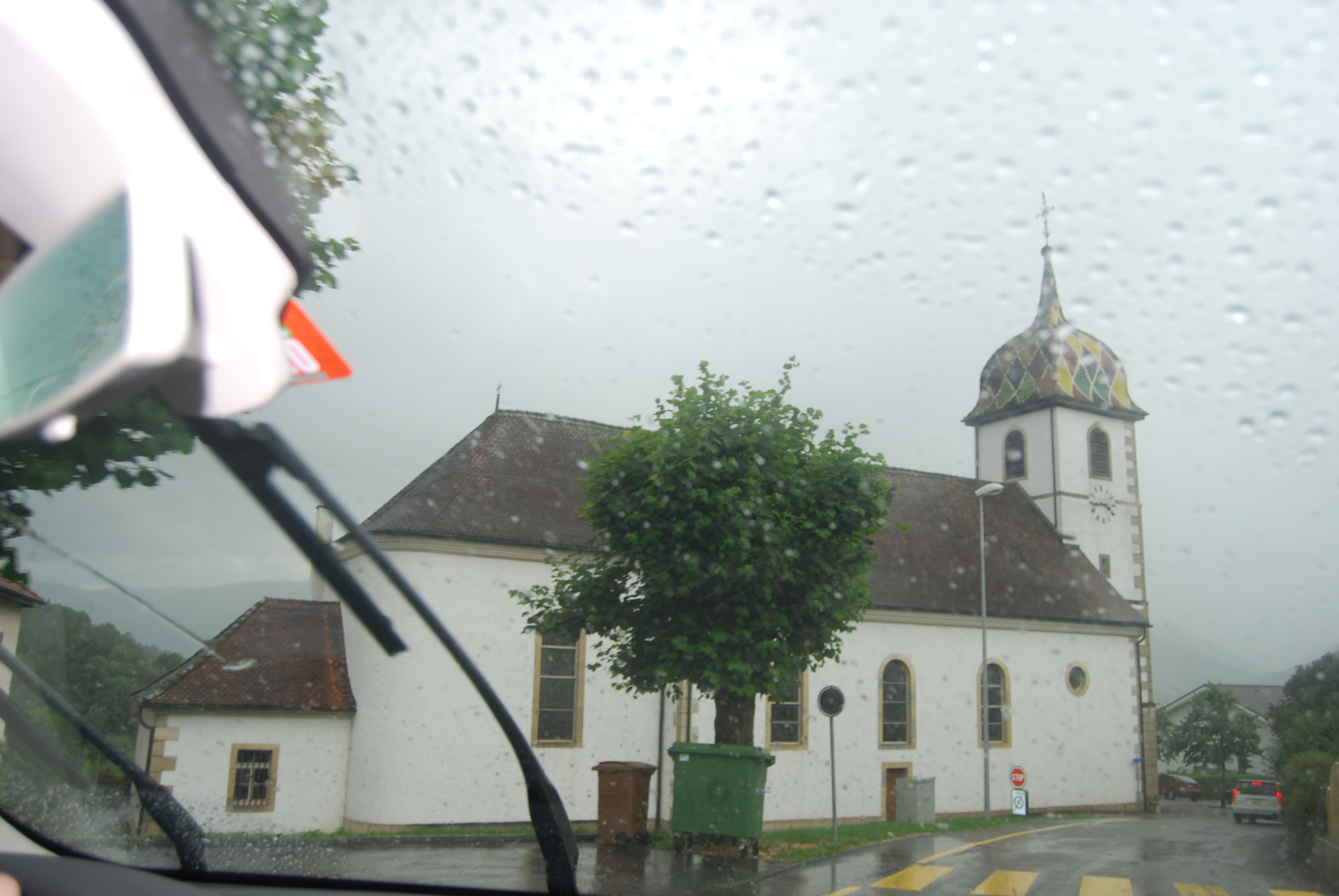
Pfarrkirche Saint-Sébastien

## Persönlichkeiten
- Eugène Lachat (1819–1886), Bischof von Basel, geboren im Weiler Montavon
- Peter Fürst (1933–2021), Maler, Eisenplastiker, Lithograf, Szenograf, Musiker und «Au Virage» Galerist
- Liuba Kirova (* 1943), Malerin, Lithografin und «Au Virage» Galeristin
- Arnold Stékoffer (1938–2007), Maler, Zeichner und Bildhauer